# Kathleen the Irish Rose
Kathleen the Irish Rose è un cortometraggio muto del 1914 diretto da Carroll Fleming. Aveva come protagonista Maude Fealy, una popolare attrice di teatro che, nella sua carriera, lavorò anche per la Thanhouser, la casa produttrice del film.

## Produzione
Il film fu prodotto dalla Thanhouser Film Corporation.

## Distribuzione
Distribuito dalla Mutual, il film - un cortometraggio in due bobine - uscì nelle sale cinematografiche statunitensi il 10 marzo 1914.